# Cile ai Giochi della XXXIII Olimpiade
Il Cile ha partecipato ai Giochi della XXXIII Olimpiade che si sono svolti a Parigi dal 26 luglio all'11 agosto 2024, con una delegazione di 48 atleti, 30 uomini e 18 donne.
I portabandiera alla cerimonia di apertura sono stati Nicolás Jarry e Antonia Abraham.

## Medagliere

### Medaglie
| Medaglia | Nome               | Sport | Evento                      |
| -------- | ------------------ | ----- | --------------------------- |
| Oro      | Francisca Crovetto | Tiro  | Skeet femminile             |
| Argento  | Yasmani Acosta     | Lotta | Lotta greco-romana - 130 kg |

## Delegazione
| Sport              | Uomini | Donne | Totale |
| ------------------ | ------ | ----- | ------ |
| Atletica leggera   | 6      | 3     | 9      |
| Beach volley       | 2      | 0     | 2      |
| Canoa/kayak        | 0      | 3     | 3      |
| Canottaggio        | 2      | 2     | 4      |
| Ciclismo           | 2      | 2     | 4      |
| Equitazione        | 1      | 0     | 1      |
| Golf               | 2      | 0     | 2      |
| Judo               | 1      | 1     | 2      |
| Lotta              | 2      | 0     | 2      |
| Nuoto              | 1      | 1     | 2      |
| Pentathlon moderno | 1      | 0     | 1      |
| Scherma            | 0      | 1     | 1      |
| Tennis             | 3      | 0     | 3      |
| Taekwondo          | 1      | 1     | 2      |
| Tennistavolo       | 1      | 2     | 3      |
| Tiro               | 1      | 1     | 2      |
| Tiro con l'arco    | 1      | 0     | 1      |
| Triathlon          | 2      | 0     | 2      |
| Vela               | 1      | 1     | 2      |
| Totale             | 30     | 18    | 48     |